# 何自學
何自學（14世紀—15世紀），字思學，江西撫州府金谿縣后車人，明朝政治人物。

## 生平
何自學是永樂十八年（1420年）舉人，宣德二年（1427年）成進士，獲授刑部主事，理刑明允，曾平反白能冤案、清理浙閩滯獄，正統三年（1438年）陞為廣西按察司僉事，以威信懾服瑤族、壯族人，懲罰沒有實據而興訟的人，改變好訟風俗，因父親逝世回鄉。服闋後他補任山西大同道僉事，曾因審問強盜罪狀不實，遭清軍御史畢鸞彈劾，被停俸兩個月；大同位於邊境，駐紮重兵控制荒外，但當地守將因為意氣不合，他就好言相勸調和其中，不久母親逝世，山西巡撫朱鑒上請讓他奪情留任，他堅持推辭，服闋後在景泰二年（1451年）陞陝西按察使，他為人剛正，歷任都有政績，曾推薦吳與弼，又表彰黃冔監治女兒一事，作《忠孝錄》流傳，五十六歲去世。

## 引用
1. 1 2  同治《金谿縣志·卷二十三·仕績》：何自學，字思學，后車人，宣德二年進士，授刑部主事，殫心庶獄，時稱明允，力雪白能等之冤事紀史館，嘗奉勅理浙閩滯獄多所平反，為慮囚最，陞廣西僉事，猺獞不時竊發，自學示以威信咸懾服；俗好訟，株連每百十人，驗無實立釋之而痛懲誣訐者，俗為一變。以父憂歸，起補山西大同僉事，大同為極邊宿，重兵以控荒外，而守將各持意氣不相下，自學勸其協和共濟，邊務以理，未幾丁母憂，山西巡撫連章請奪情留任，詔起復力辭而止，服闋陞陝西按察使，到官日繁囚纍纍，旬日間盡為決遣；自學厯任憲職風力矯然，所在以政績著，薦吳與弼於朝，又表章黃冔監治二女事，為《忠孝錄》傳於世，卒年五十六。 舊志，王志增
2. ↑  同治《金谿縣志·卷十七·科甲》：明進士舉人……永樂十八年庚子鄉試……何自學 后車人……宣德二年丁未會試馬愉榜……何自學 有傳
3. ↑  《明英宗睿皇帝實錄·卷四十九》：（正統三年十二月丁巳）陞……主事李臯、吳軏、何自學……俱為按察司僉事，英、自學俱廣西……
4. ↑  《明英宗睿皇帝實錄·卷一百七十九》：（正統十四年六月庚戌）山西廵按監察御史全智、都指揮僉事王友、署都指揮僉事朱忠、按察副使趙敬、僉事何自學坐會審強盜罪狀不實，為清軍御史畢鸞所劾，上置不問，俱停俸兩月。
5. ↑  《明英宗睿皇帝實錄·卷一百八十三·廢帝郕戾王附錄第一》：（正統十四年九月戊戌）……起復僉事何自學仍舊任，俱以巡撫山西右副都御史朱鑑奏舉也。
6. ↑  《明英宗睿皇帝實錄·卷二百六·廢帝郕戾王附錄第二十四》：（景泰二年七月庚子）陞山西按察司僉事何自學為陝西按察使。